# 槐東站
35°59′48″N 129°22′30″E / 35.996571°N 129.375064°E
槐東站（：／ Goedong yeok */?）是位于韩国庆尚北道浦项市南区槐東洞的一个车站，属于槐东线。

## 历史
- 1971年4月12日，落成使用。

## 车站周边
- 浦项钢铁
- 浦项钢园球场

## 相鄰車站
韓國鐵道公社
槐東線
孝子－槐東